# Guanajuato (Stadt)
Guanajuato ist eine Stadt in Zentralmexiko mit zirka 194.500 Einwohnern. Sie ist Verwaltungssitz des Municipio Guanajuato und Hauptstadt des gleichnamigen Bundesstaates.
Guanajuato ist eine der legendären Silberstädte Mexikos, die einen Teil des spanischen Reichtums in der Frühen Neuzeit begründeten. Es war zu Beginn des 19. Jahrhunderts mit 65.000 Einwohnern nach Havanna und Mexiko-Stadt die drittgrößte Stadt der westlichen Hemisphäre. Das Stadtbild zeichnet sich durch sehr viel Architektur aus kolonialer Zeit, sowie enge und verwinkelte Straßen aus. Seit 1988 ist die Stadt Weltkulturerbe.

## Geographie

### Geographische Lage
Guanajuato liegt auf einer Höhe von etwa 2000 Meter über dem Meeresspiegel in einem engen Gebirgstal. Wichtige Nachbarstädte sind im Westen León und Silao, im Süden Irapuato, im Osten Dolores Hidalgo und San Miguel de Allende.

### Klima
Im Sommer steigen die Temperaturen meist über 25 °C, nachts kühlt es auf etwa 10 bis 15 °C ab. Im Winter ab November wird es tagsüber mit über 20 °C oft noch warm, doch nachts kommen Temperaturen um 5 °C vor. Die Regenzeit, in der heftige Regenschauer das Stadtzentrum überschwemmen können, dauert von Juni bis September.
|                       | Jan  | Feb  | Mär  | Apr  | Mai  | Jun   | Jul   | Aug   | Sep   | Okt  | Nov  | Dez  |   |       |
| Mittl. Tagesmax. (°C) | 22,3 | 24,1 | 27,1 | 29,4 | 30,6 | 28,7  | 26,9  | 26,8  | 26,1  | 25,5 | 24,2 | 22,6 | ⌀ | 26,2  |
| Mittl. Tagesmin. (°C) | 6,9  | 7,9  | 9,7  | 12,2 | 14,0 | 14,7  | 14,1  | 14,1  | 13,8  | 11,7 | 9,0  | 7,5  | ⌀ | 11,3  |
|                       |      |      |      |      |      |       |       |       |       |      |      |      |   |       |
| Niederschlag (mm)     | 16,4 | 11,9 | 8,8  | 8,1  | 42,4 | 136,9 | 179,8 | 149,4 | 122,8 | 35,6 | 10,4 | 10,3 | Σ | 732,8 |
|                       |      |      |      |      |      |       |       |       |       |      |      |      |   |       |
| Regentage (d)         | 2,8  | 2,1  | 1,8  | 2,7  | 7,1  | 12,3  | 15,7  | 13,7  | 10,6  | 5,0  | 2,2  | 2,1  | Σ | 78,1  |

| 6,9 |

| 7,9 |

| 9,7 |

| 12,2 |

| 14,0 |

| 14,7 |

| 14,1 |

| 14,1 |

| 13,8 |

| 11,7 |

| 9,0 |

| 7,5 |

| 6,9 |

| 7,9 |

| 9,7 |

| 12,2 |

| 14,0 |

| 14,7 |

| 14,1 |

| 14,1 |

| 13,8 |

| 11,7 |

| 9,0 |

| 7,5 |

## Geschichte

### Anfänge als Bergarbeitersiedlung

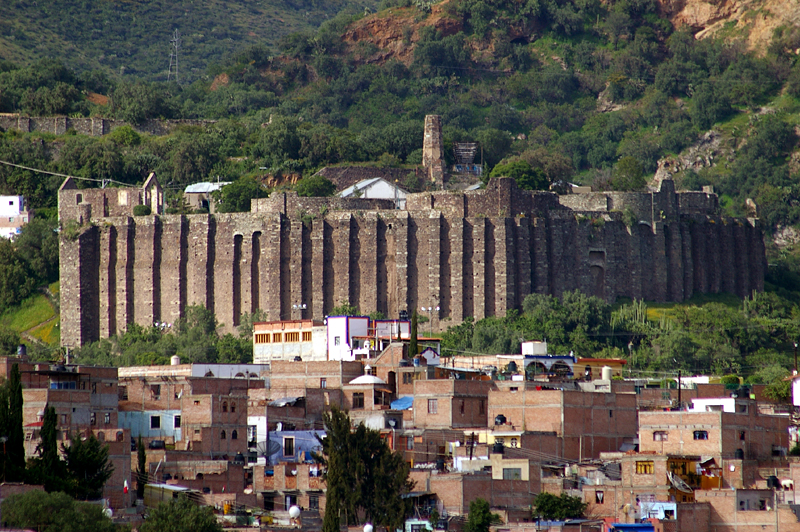
Rayas-Mine

Die guten landwirtschaftliche Bedingungen und Bodenschätze im nördlichen Hochland zogen bereits früh spanische Siedler an, trotz feindlich gesinnter Chichimeken. Eventuell siedelten bereits 1539 Viehzüchter im Tal von Guanajuato. Der taraskische Name Guanajuato stammt von einem gleichnamigen Fluss und bedeutet Froschhügel. Wahrscheinlich wurden das erste Silbervorkommen 1552 durch eine Militärpatrouille entdeckt, weshalb zwei Jahre später auf dem Cuarto-Hügel eine kleine Garnison errichtet wurde, auch um die von Mexiko-Stadt kommende Straße abzusichern. Gründungsjahr des Ortes 1546. Als Gründer gilt Antonio de Mendoza. 1554 wurde der Ort Real de Minas de Guanajuato genannt.
Als 1557 schließlich Teile der größten Minerallagerstätte, der San-Barnabé-Ader, entdeckt wurde, setzte ein Ansturm von Prospektoren und Arbeitern indigener Abstammung ein. 1558 gingen die Melado- und die nach Juan Rayas benannte Rayas-Mine in Betrieb. 1559 setzte der Vizekönig Perafán de Rivera als juez und superintendente von Guanajuato ein, um Streitigkeiten zwischen lokalen Amtsträgern über die Verwaltungshoheit über das aus verstreuten Minen und Erzmühlen bestehende Bergwerkscamp zu klären. Die Gemeinde nannte sich nun Santa Fe y Real de Minas de Guanajuato. Die Garnison auf dem Cuarto-Hügel diente als Verwaltungssitz und war auch zur Abwehr von gelegentlichen Angriffen der Chichimeken, die bis zu deren Sesshaftwerdung 1590 erfolgten, wichtig. 1560–1565 wurde die erste Kirche als Teil des Hospitalbereiches errichtet.
Vizekönig Martín Enríquez de Almansa zählte 1570 ungefähr 600 spanische Minenbesitzer. Im Jahr darauf ließ er im Bajío, einer weiter südlich gelegenen fruchtbaren Ebene, die Stadt Celaya gründen, um Guanajuato mit landwirtschaftlichen Produkten zu versorgen. Er erhob letztere 1574 zur alcaldía mayor, einer Gemeinde mit eigener Verwaltung. Um 1600 lebten 4000 Menschen in der Siedlung. Guanajuato war damals ebenfalls ein wichtiger Zwischenstopp auf dem Camino Real de Tierra Adentro.

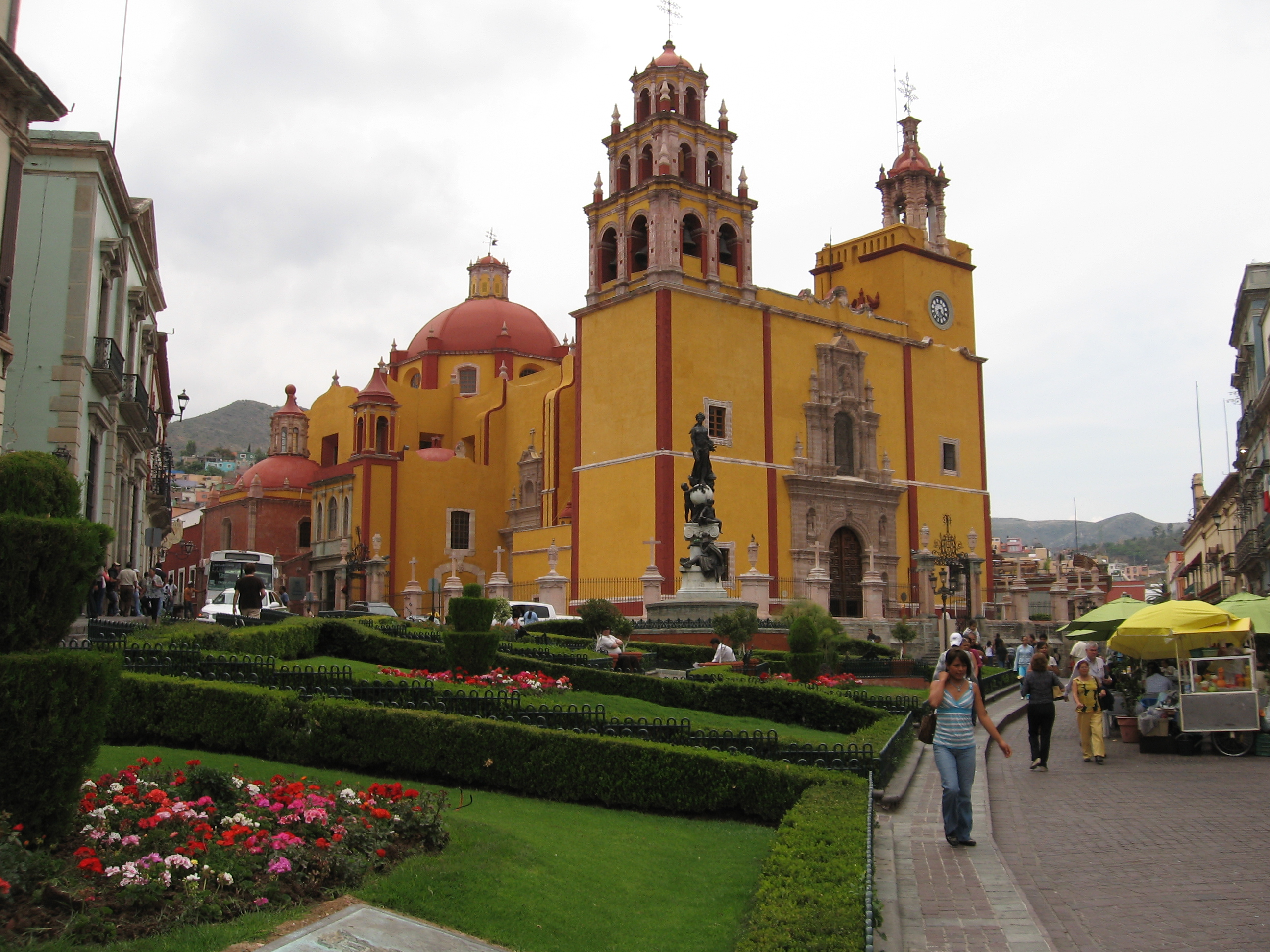
Basílica Colegiata de Nuestra Señora de Guanajuato am Plaza de La Paz

Einerseits wurden in der Folgezeit weitere Verwaltungsgebäude errichtet, andererseits sank die Silberförderung, wegen erschöpfter Vorkommen, überfluteter Minen, Geldmangels und der chaotischen Abbaumethoden, bei denen große Teile des abgebauten Erzes von den angeheuerten Gräbern unterschlagen wurden. 1639 gab es nur noch 85 spanische Grundeigentümer. Erst durch den ab 1663 errichteten Konvent der Franziskaner entstand eine Art Stadtkern. 1671 begann die Errichtung einer großen Hauptkirche, der heutigen Basílica Colegiata de Nuestra Señora de Guanajuato, und einer Kapelle im Jahr darauf. Im Oktober 1679 erhielt Guanajuato zunächst vorläufig den Status einer Stadt.

### Aufschwung im 18. Jahrhundert
Ende des 17. Jahrhunderts lebten 16.000 Menschen in Guanajuato und Umgebung. Die Eröffnung der Cata-Mine 1724 und die durch Einsatz von Schießpulver erhöhte Förderung der Rayas-Mine beschleunigten die Stadtentwicklung in hohem Maße. Die Stadt wuchs ausgehend von den drei Plätzen Plaza Mayor, der heutigen Plaza de La Paz, San Diego und San Roque. Weitere Schulen und Hospitäler, teils von Jesuiten mit finanzieller Unterstützung durch reiche Bürger gegründet, sowie Kirchen, Anwesen, aber auch Hütten an den Berghängen entstanden. Ein Aquäduktsystem wurde 1738 eingeweiht, die Arbeiten zu einem Hochwasserdamm gegen Überschwemmungen wurden 1741 begonnen als Guanajuato vom spanischen König Philipp V. zur Großstadt erhoben wurde.
Der Damm half aber wenig gegen ein verheerende Flut am 27. Juli 1760, bei der das Belén-Hospital komplett weggeschwemmt wurde. Der Verlust an Sachwerten und Menschenleben, sowie Streitigkeiten zwischen Banken und Minenbesitzer wegen nicht zurückgezahlter Kredite führten zu einem erneuten Niedergang der Bergbauindustrie und damit der ganzen Stadt. Der Monarch versuchte 1766 diesem mit mehreren Reformen entgegenzuwirken. Die Maßnahmen sollten aber über neue Steuern auf Lebensmittel und ein königliches Tabak- und Schießpulvermonopol finanziert werden, was zu einem Sturm des örtlichen königlichen Schatzamtes durch 6000 aufgebrachte Bergleute führte. Zugeständnisse konnten die Protestler zwar beschwichtigen, ein Jahr später kam es jedoch zu noch größeren Ausschreitungen als die Jesuiten im Zuge der Aufhebung ihres Ordens aus allen spanischen Ländereien vertrieben wurden: Ein Kloster des Ordens war erst 18 Monate zuvor fertiggestellt worden, und zwar mit tatkräftiger und freiwilliger Unterstützung vieler nun vor den Kopf gestoßener Minenarbeiter. Der Aufstand wurde niedergeschlagen, es gab 600 Verhaftungen und neun Hinrichtungen. Um solche Vorkommnisse künftig zu verhindern, wurde eine abgabenfinanzierte Miliz und eine Polizeitruppe aufgestellt, sowie ein Arsenal und ein Pulvermagazin eingerichtet.
Die Ordnungsorgane und das Kriegsrecht schränkten den bisher üblichen unkoordinierten Abbau durch unabhängige Bergleute ein. Somit konnten die um 1769 in der Mina de Valenciana neu entdeckten, sehr ergiebigen Silbererzvorkommen ab 1774 mit hoher Effizienz ausgebeutet werden, was zu einem großen wirtschaftlichen Aufschwung führte. Sowohl der Eigentümer, Antonio de Obregón y Alcocer, als auch die Stadt gewannen durch die Mine, in der 3300 Bergleute arbeiteten, finanzielle Unabhängigkeit und Wachstumsmöglichkeiten. Die Schäden dreier weiterer Überschwemmungen 1770, 1772 und 1780 konnten so ohne nennenswerte Verzögerung der Stadtentwicklung behoben werden, das Belén-Hospital wurde wieder aufgebaut, ein Theater, sowie weitere Straßen, Dämme und Wohnhäuser wurden errichtet.
Um 1786 suchte eine Hungersnot infolge Trockenheit, die 19.000 Opfer in Stadt und Umgebung forderte, Guanajuato heim. Gleichzeitig wurde die Stadt Hauptort der im Zuge der Reformpolitik der Bourbonen auf dem spanischen Thron neu gegründeten Intendencia (Provinz), welche ungefähr das Gebiet des heutigen Bundesstaates Guanajuato umfasste, was den Aufschwung trotz der Hungerkatastrophe weiter beförderte.

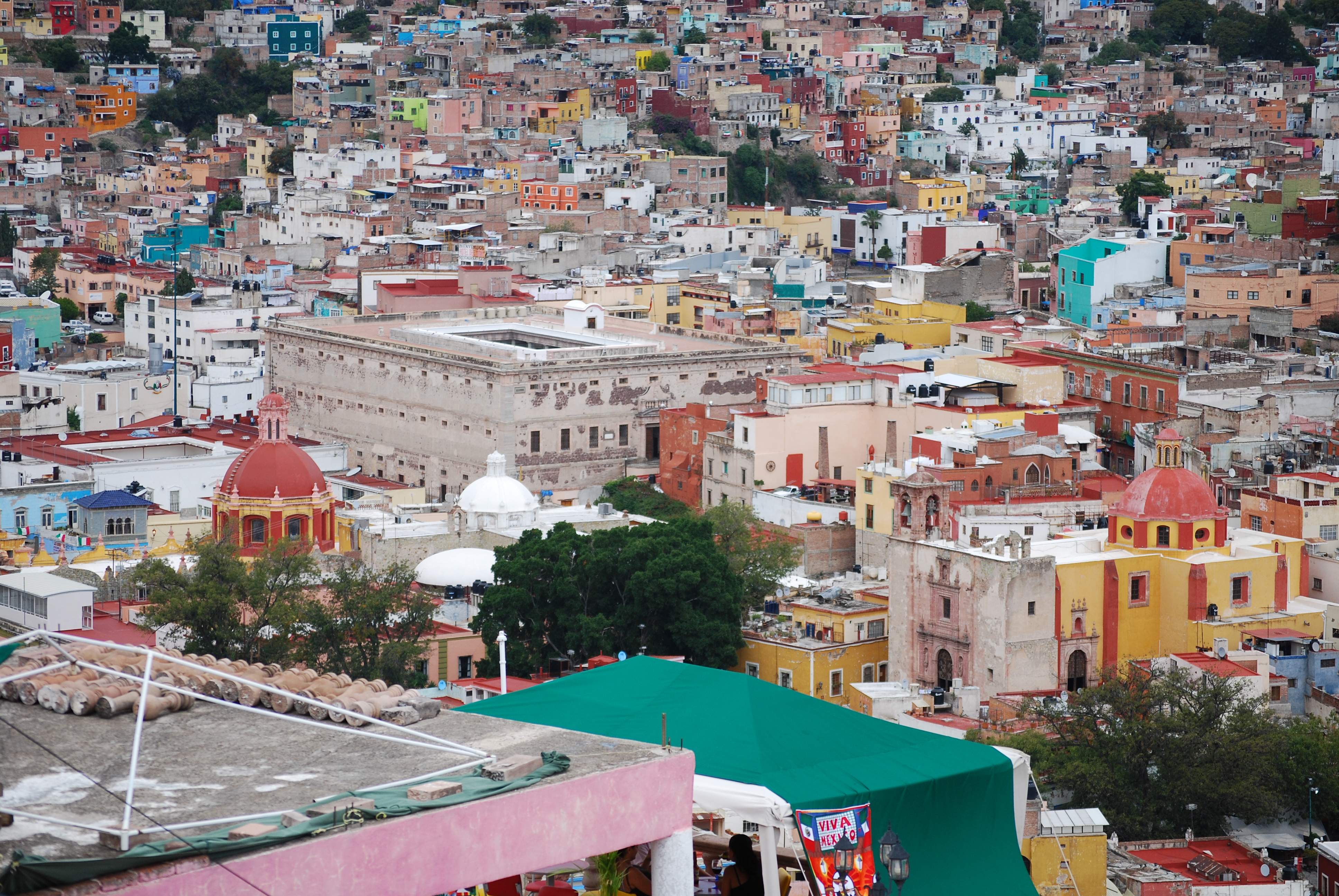
Alhóndiga de Granaditas (Bildmitte)

Ende des 18. Jahrhunderts war Guanajuato der weltgrößte Silbererzeuger und steuerte ein Sechstel der Produktion in der neuen Welt bei. Es gab 1800 Claims, 116 Erzmühlen und 366 Affinerien mit insgesamt 9000 Arbeitern. 52.000 Menschen lebten in und um die Stadt, die Alexander von Humboldt 1803 wegen ihrer schönen Gebäude lobte und als Ausgangspunkt zu seiner Erforschung der umliegenden Gruben nutzte. Die Versorgung mit Nahrungsmitteln, aber auch Baumwolle, Textilien und Lederprodukten erfolgte durch das Bajío, das parallel mit der Hauptstadt der Intendencia wuchs. Um letztere sicher mit Nahrungsmittel zu versorgen, wurde 1808 ein großer Kornspeicher, die Alhóndiga de Granaditas, errichtet.

### Im Unabhängigkeitskrieg
Die Alhóndiga de Granaditas sollte bereits 1810 im beginnenden mexikanischen Unabhängigkeitskrieg eine wichtige Rolle spielen. Nachdem der Aufruhr am 16. September im nahe gelegenen Dolores begonnen hatte, erreichten am 27. September ca. 25.000 Aufständische unter Führung von Miguel Hidalgo y Costilla die Provinzhauptstadt. Der Intendente Juan Antonio de Riaño y Barcena verschanzte sich mit seinen Truppen in dem Kornspeicher, welcher aber von den Rebellen gestürmt wurde, womit die reichste Stadt Mexikos in ihrer Hand war. Guanajuato und die Alhóndiga wurden so zu einem Symbol mexikanischer Unabhängigkeit, allerdings wurde nach dem Kampf die Stadt geplündert und viele Königstreue fanden den Tod. Bei der Rückeroberung durch Monarchisten zwei Monate später kamen dagegen viele Aufständische und Sympathisanten um.
Bis zur endgültigen Unabhängigkeit Mexikos 1821 erfuhr Guanajuato nur noch einmal eine Bedrohung durch Rebellen, der Konflikt führte aber zu einem drastischen Wirtschaftseinbruch und einem Rückgang der Bevölkerung auf 6000.

### Von der Unabhängigkeit bis heute

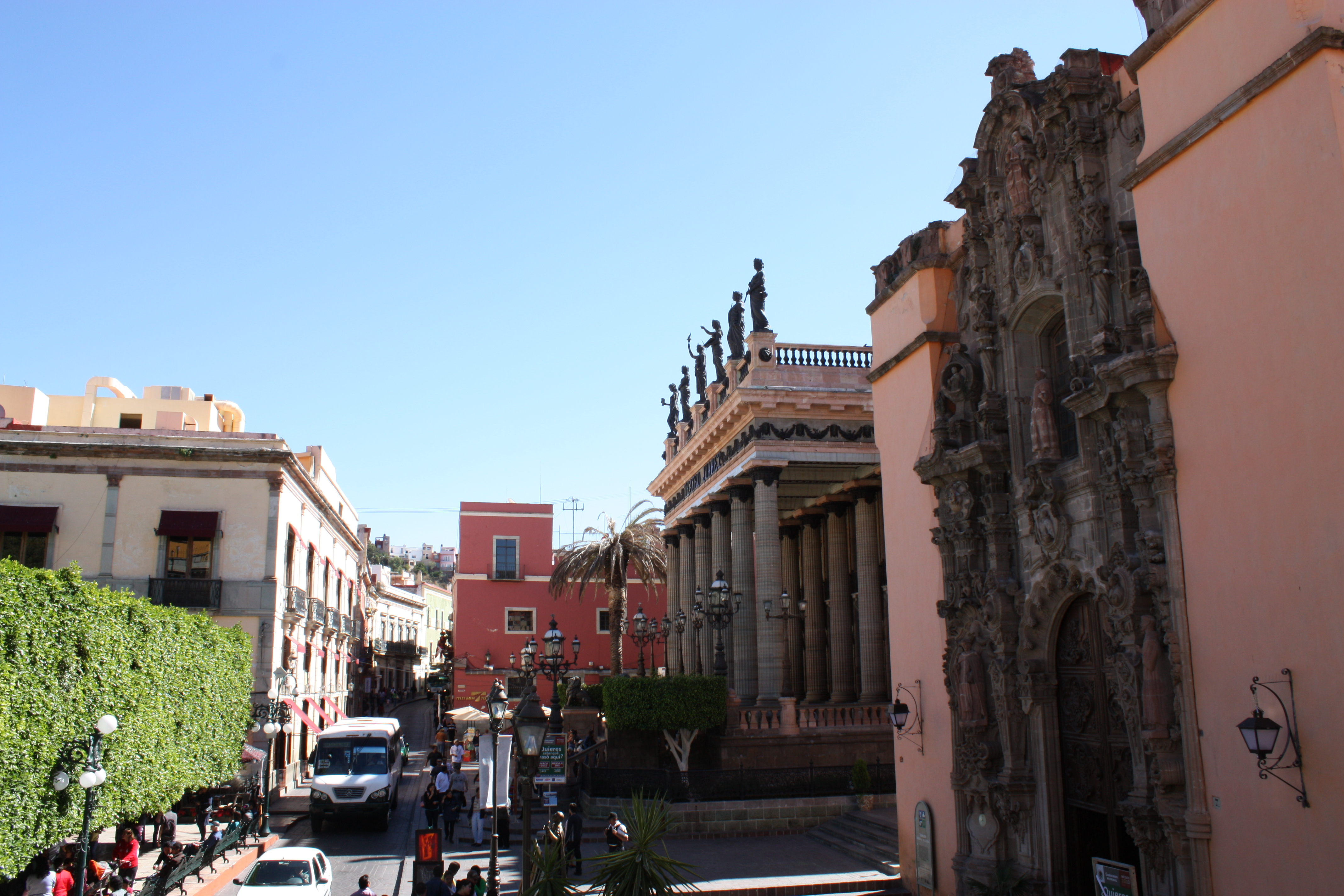
Teatro Juárez (hinten rechts) mit der Kirche Templo de San Diego de Alcalá (vorne rechts)

Nach der Unabhängigkeit erholte sich der Bergbau wieder teilweise, insbesondere dank ausländischer Investoren. Auch der Hauptstadtstatus wurde bei der Gründung des Freien Staates Guanajuato 1824 aufrechterhalten. Ein Jahr später zählte Stadt und Umgebung wieder 33.000 Einwohner. Der Bau eines weiteren Theaters, einer höheren Schule, einer Bibliothek, sowie die Einrichtung einer Straßenbeleuchtung folgten. Die politische und finanzielle Instabilität Mexikos, sowie eine Choleraepidemie 1833 bremsten aber das Wachstum.
Während Guanajuato wegen seiner abseitigen Lage vom Mexikanisch-Amerikanischen Krieg unberührt blieb, war es während des Reformkrieges 1858 zeitweise Sitz von Benito Juárez liberaler Regierung und wechselte dann achtmal den Besitzer. Während der französischen Intervention wurde die Stadt den Konservativen 1863 kampflos übergeben. Im Kaiserreich sorgten ausländisches Kapital und neue Technologien wie die Telegrafie für einen kurzfristigen Aufschwung, der sich auch nach der Rückeroberung durch Truppen von Juárez 1867 durch Verbesserung vor allem in der Infrastruktur äußerte. In den ersten Jahren der Regierung von Porfirio Díaz nach 1876 gab es außer der Anbindung an die Eisenbahn wenig Fortschritt, 1879 wurden 56.112 Einwohner in Stadt und Umgebung gezählt.
Eine weitere verheerende Flut 1885 zog weitere Maßnahmen zum Hochwasserschutz nach sich. Guanajuato profitierte zwar von der allgemeinen Prosperität während Díaz Ägide, und die Bergbauindustrie wurde durch die Mechanisierung und andere neue Technologien beflügelt, der Verfall des Silberpreises führte aber dazu, dass die einst stolze Bergwerksstadt in der Bedeutung weit hinter Industriezentren wie Guadalajara oder Monterrey zurückfiel. Dennoch konnten 1903 der zweistöckige Regierungspalast und das Teatro Juárez eingeweiht werden, sowie 1908 die Eisenbahnverbindung nach Silao und 1910 der Mercado Hidalgo, eine aus Stahl errichtete Markthalle.
In der mexikanischen Revolution besetzten 1914 Rebellen und 1915 Álvaro Obregón Guanajuato, es blieb aber ansonsten von Kampfhandlungen verschont. 1945 konnten schließlich die Universidad de Guanajuato auf dem Gelände der alten Jesuitenbauwerke im Stadtkern gegründet und außerdem im Zuge eines städtischen Modernisierungsprogrammes ein Teil des Verkehrs in die bestehenden Tunnels verlegt werden.
Heute ist dank dem historischen und architektonischen Erbe, sowie kulturellen Ereignissen, der Tourismus eine Haupteinnahmequelle.

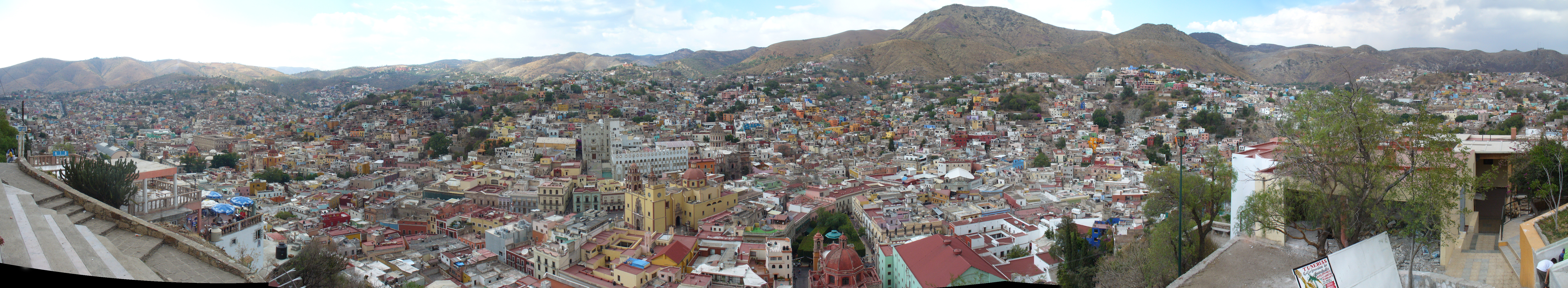
Panoramablick über Guanajuato von der Pípila-Statue aus

## Kultur und Sehenswürdigkeiten

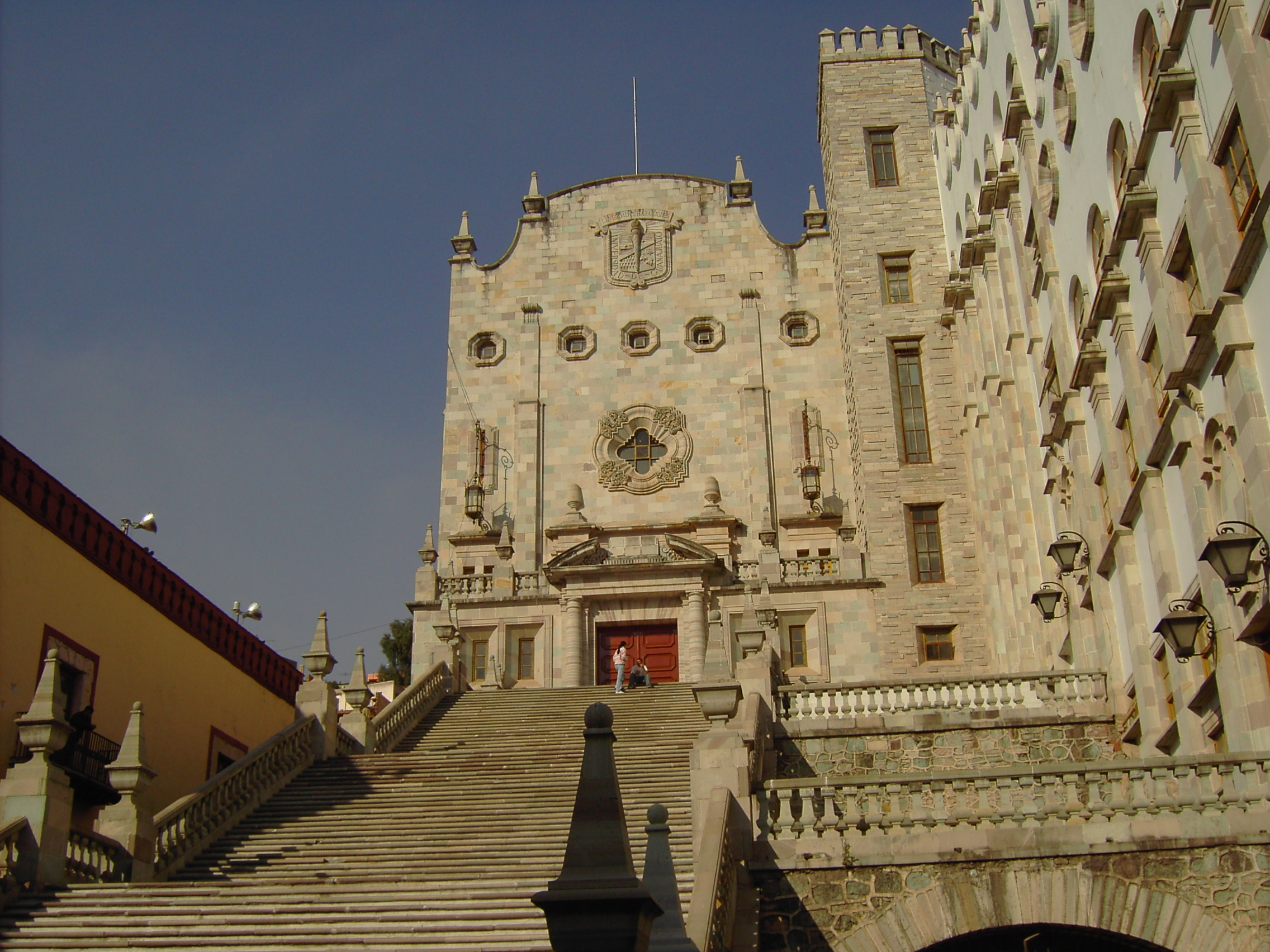
Universidad de Guanajuato

### Status als Weltkulturerbe
Seit 1988 sind die historische Stadt Guanajuato und die umliegenden Minen Weltkulturerbe der UNESCO.

### Bauwerke
Ein sehenswertes Gebäude aus der Mitte des 20. Jahrhunderts ist die Universidad de Guanajuato. Daneben gibt es mehrere Theater, von denen das von 1872 bis 1903 nach Plänen Antonio Rivas Mercados erbaute Teatro Juárez am bekanntesten ist. An den beim Kampf um die noch gut erhaltene Alhóndiga de Granaditas berühmt gewordenen Volkshelden El Pípila wird durch eine kolossale Statue aus dem Jahr 1939 auf einem Hügel über der Stadt erinnert. Sehenswert ist die neoklassizistische Markthalle Mercado Hidalgo, die 1909 bis 1910 eigentlich als Bahnhof gebaut wurde, jedoch nie als solcher Verwendung fand. Interessant ist auch das Villenviertel aus dem 19. Jahrhundert, am Fuße des historischen Staudamms Pressa de la Olla, an der höchstgelegenen Stelle des Tals. Dieser Staudamm entstand 1749 als Wasserspeicher und erlaubte die Anlage der Gärten Jardín Florencio Antillón und Parque de las Acacias. Bedeutende Kirchen sind die Basílica de Nuestra Señora de Guanajuato (1696), sowie der Templo de San Diego (1784), Templo de Valenciana (1788), Templo de San Francisco, Templo de Mellado (1752) und Templo de San Roque (1726). Mit einer lokalen Legende verbunden ist die nur 68 cm breite Kussgasse (Callejón del Beso) nahe der Plazuela de los Ángeles.

### Museo de las Momias (Mumienmuseum)

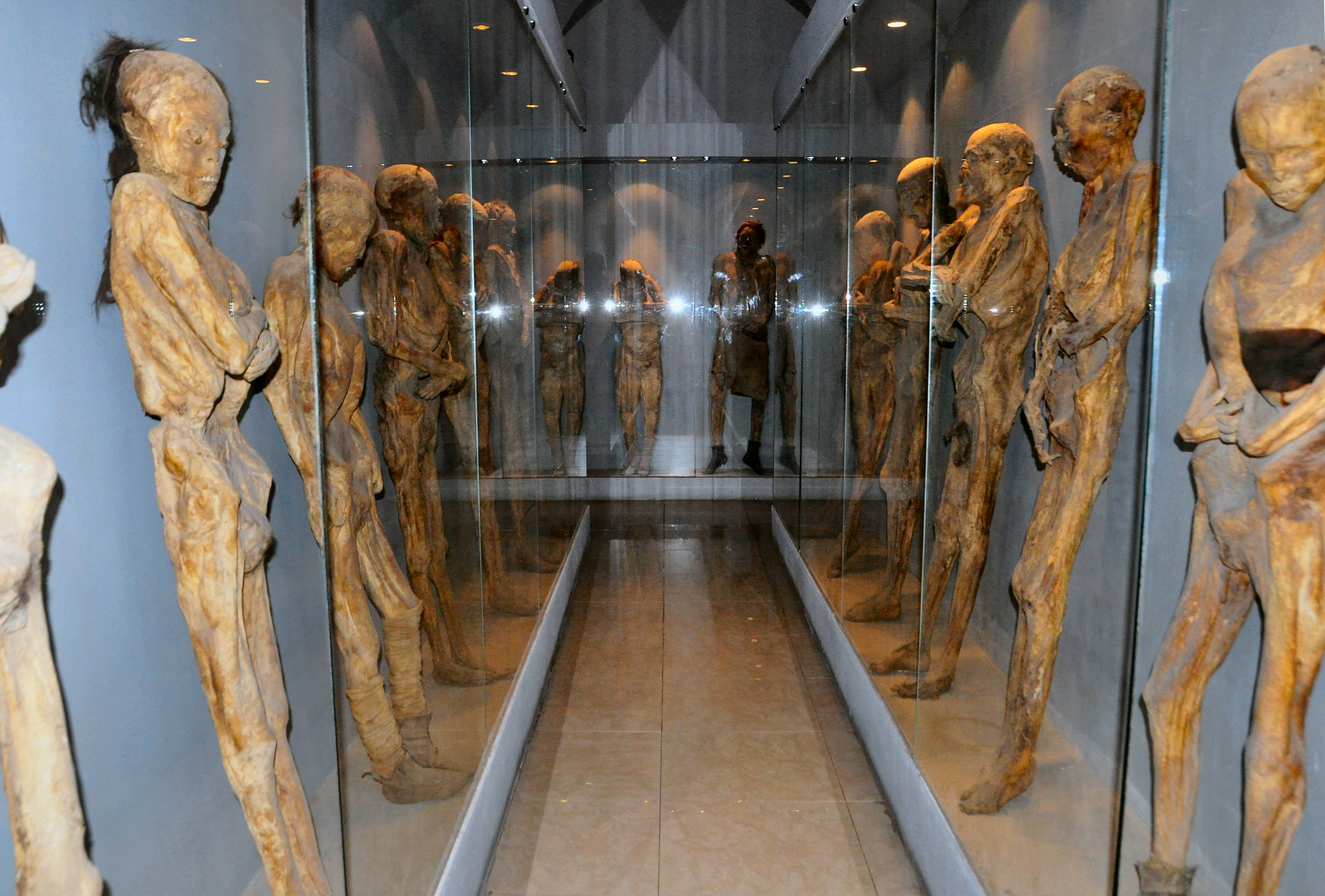
Ausstellung im Mumienmuseum

Das „Museo de las Momias“ befindet sich wie auch der unmittelbar benachbarte städtische Friedhof (Panteón Municipal de Santa Paula) im Stadtteil Tepetapa westlich des Zentrums. Es werden über einhundert mumifizierte menschliche Körper gezeigt. Die Mumien wurden bei der Erweiterung des Friedhofes ab dem Jahr 1865 gefunden und hier aufbewahrt. Die Mumifizierung selbst war unbeabsichtigt. Der trockene mineralische Boden und das semiaride Klima verhinderten eine Verwesung der Leichen. Zur Fundzeit war das Nutzungsrecht an den Grabkammern der Verstorbenen im Panteón Municipal abgelaufen. Traditionell werden in einem lateinamerikanischen Panteón (Kolumbarium) die Verstorbenen aller Gesellschaftsschichten beigesetzt, sodass die hier gefundenen Mumien interessante Rückschlüsse auf die gesellschaftliche Stellung und die privaten Gepflogenheiten der Toten bieten. Seit mehr als einhundert Jahren gibt es diese Ausstellung. Insbesondere auf die einen tabulosen Umgang mit dem Tod pflegenden Mexikaner übt sie eine starke Anziehungskraft aus, siehe Dia de los Muertos.

### Regelmäßige Veranstaltungen
Als Höhepunkt des Jahres gilt das Festival Internacional Cervantino, ein dreiwöchiges, jeden Oktober seit 1972 stattfindendes Festival, das als Ventana Cultural de México („kulturelles Fenster von Mexiko“) bezeichnet wird. Mehr als 2000 Künstler der Genres Theater, Oper, Musik und Tanz aus aller Welt treten hier auf.

### Städtepartnerschaften
Guanajuato listet folgende 18 Partnerstädte auf:
| Stadt                 | Land                                   | seit | Typ                |
| --------------------- | -------------------------------------- | ---- | ------------------ |
| Alcalá de Henares     | Madrid, Spanien                        |      | Partnerstadt       |
| Arequipa              | Peru                                   |      | Partnerstadt       |
| Ashland               | Oregon, Vereinigte Staaten             |      | Partnerstadt       |
| Avignon               | Provence-Alpes-Côte d’Azur, Frankreich | 1990 | Partnerstadt       |
| Cuenca                | Azuay, Ecuador                         |      | Partnerstadt       |
| Alt-Havanna           | Havanna, Kuba                          | 1999 | Partnerstadt       |
| Mexiko-Stadt          | Mexiko                                 | 1996 | Partnerstadt       |
| Morelia               | Michoacán, Mexiko                      |      | Partnerstadt       |
| Morgantown            | West Virginia, Vereinigte Staaten      | 2012 | Partnerstadt       |
| Oaxaca                | Mexiko                                 |      | Partnerstadt       |
| Puebla                | Mexiko                                 |      | Partnerstadt       |
| Québec                | Kanada                                 | 2002 | Städtefreundschaft |
| San Miguel de Allende | Guanajuato, Mexiko                     |      | Partnerstadt       |
| Spoleto               | Umbrien, Italien                       |      | Partnerstadt       |
| Toledo                | Spanien                                | 1978 | Partnerstadt       |
| Umeå                  | Västerbotten, Schweden                 |      | Städtefreundschaft |
| Valparaíso            | Chile                                  | 2002 | Partnerstadt       |
| Zacatecas             | Mexiko                                 |      | Partnerstadt       |

## Wirtschaft und Infrastruktur

### Unternehmen
Guanajuato verfügt mit Ausnahme des immer noch betriebenen Bergbaues über sehr wenig Industrie. Lediglich ein Werk der Siemens AG zur Herstellung von Leistungstransformatoren befindet sich vor den Toren der Stadt.

### Bildung
Guanajuato ist ein bedeutender Universitätsstandort mit über 25.000 Studenten aus Mexiko und aller Welt. Außerdem kommen viele temporäre Sprachstudenten. Die Stadt verfügt mit der Universidad de Guanajuato, der Universidad de Léon und der Universidad de Santa Fe über drei Universitäten. Ein besonderer Forschungsschwerpunkt liegt auf Miguel de Cervantes, von dem es mehrere Statuen im Straßenbild gibt.

### Verkehr

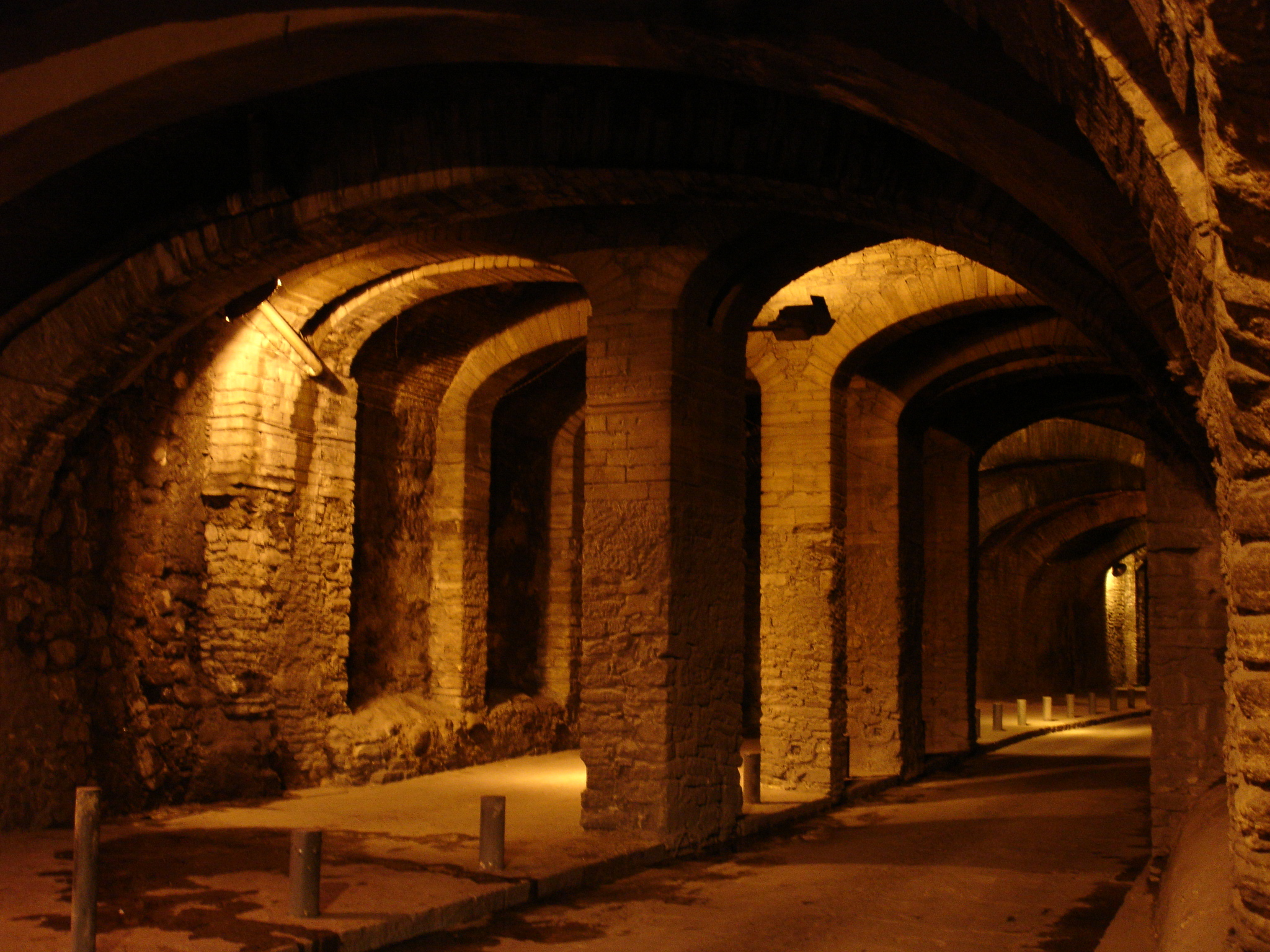
Unterirdische Tunnel für den Straßenverkehr

Ein großer Teil des Straßenverkehrs wird unterirdisch geführt, wobei alte Flussbetten und Bergwerkschächte als Tunnel genutzt werden. Auch wenn es entsprechende Pläne gab, wurde die Stadt nie ans Bahnnetz angeschlossen. Verschiedene private Buslinien, die ab einem Terminal am Stadtrand verkehren, verbinden Guanajuato mit dem Umland. Die Region wird vom Flughafen Del Bajío, der etwa 30 km entfernt in der Gemeinde Silao liegt, bedient.

## Persönlichkeiten

### Söhne und Töchter der Stadt
- Rafael Corrales Ayala (1925–2015), Politiker
- Luis Cabrera Cruz (1893–1967), katholischer Bischof
- Santos Degollado (1811–1861), Politiker und General
- Enrique Diemecke (* 1952), Dirigent und Komponist
- Laura Galván (* 1991), Leichtathletin
- Richard Herr (1922–2022), US-amerikanischer Historiker
- José María Ignacio Montes de Oca y Obregón (1840–1921), katholischer Bischof
- Jorge Negrete (1911–1953), Volkssänger und Volksschauspieler
- Diego Rivera (1886–1957), bedeutender Maler und Ehemann von Frida Kahlo (1907–1954)